# Free State Stars Football Club
El Free State Stars Football Club es un club de fútbol de Sudáfrica, de la ciudad de Bethlehem. Fue fundado en 1979 y juega en la Primera División de Sudáfrica.

## Historia
En 1977 se formó un equipo de fútbol aficionado llamado Makwane Computer Stars. Dos años más tarde a partir de ese equipo se fundó el actual con el nombre de Qwa Qwa Stars. Esa franquicia fue vendida en 2002 a Mike Mokoena, quien cambió el nombre del club por el de Free State Stars Football Club. Esa denominación es debida a que es el equipo de la ciudad de Bethlehem, en la Provincia del Estado Libre (en inglés, Free State).
En 1986 el equipo debutó en primera división (conocida esa temporada como NPSL).

### Free State Stars en la Premier Soccer League
- 2008-09: 4º
- 2007-08: 5º
- 2005-06: 16º
- 2001-02: 11º
- 2000-01: 6º
- 1999-00: 15º
- 1998-99: 6º
- 1997-98: 8º
- 1996-97: 13º

## Escudo
El escudo del club está formado por un Modianyewe, sombrero tradicional del pueblo Basuto, empuñando un Koto (arma del pueblo Basuto en forma de porra). Debajo está un lazo rojo con la inscripción Ea Lla Koto (Luchar hasta el final).
En la parte inferior del escudo está escrito el nombre del club con letras rojas.
El significado de este escudo es que el equipo puede luchar (o estar en guerra) con el resto de equipos y lo intentará hasta el final.

## Uniforme
- Uniforme titular: Camiseta, pantalón y medias rojas.
- Uniforme alternativo: Camiseta, pantalón y medias blancas.
- Tercer uniforme: Camiseta, pantalón y medias azules.

## Estadio
El Free State Stars juega en el estadio Goble Park. Tiene una capacidad para 20000 personas.

## Datos del club
- Mayor goleada conseguida: 8-1, contra el Ikapa Sporting (29/03/08, Copa de Sudáfrica)
- Mayor goleada encajada: 1-7, contra el Arcadia (31/10/86, Liga) y contra el Mamelodi Sundowns (19/04/98, Liga)
- Máximo goleador: Bunene Ngaduana con 79 goles
- Más partidos disputados: Edward Salomane, 299 partidos
- Más partidos disputados en una temporada: Themba Sithole (temporada 1991-92), 45 partidos
- Más goles en una temporada: Bunene Ngaduana, 19 goles en la temporada 1993-94

## Jugadores

### Plantilla 2018-19

#### Altas y bajas 2018–19 (verano)
| Altas              | Altas     | Altas       | Altas      | Altas |
| Jugador            | Posición  | Procedencia | Tipo       | Costo |
| ------------------ | --------- | ----------- | ---------- | ----- |
| Michelle Katsvairo | Delantero | CAPS United | Fichaje.   | --    |
| Martin Kizza       | Delantero | SC Villa    | Fichaje.   | --    |
| Mpho Khabane       | Delantero | Cantera     | Promoción. | --    |

| Bajas            | Bajas          | Bajas          | Bajas                   | Bajas |
| Jugador          | Posición       | Destino        | Tipo                    | Costo |
| ---------------- | -------------- | -------------- | ----------------------- | ----- |
| Bangaly Keita    | Defensa        | Chippa United  | Fichaje.                | --    |
| Judas Moseamedi  | Delantero      | Cape Town City | Interrupción de cesión. | --    |
| William Twala    | Centrocampista | Agente libre   | Rescisión de contrato.  | --    |
| Maboke Matlakala | Delantero      | Agente libre   | Rescisión de contrato.  | --    |
| Thabang Klaas    | Defensa        | Agente libre   | Rescisión de contrato.  | --    |
| Cesaire Gandze   | Centrocampista | Agente libre   | Rescisión de contrato.  | --    |

## Entrenadores
- Sunday Chidzambwa (mayo de 2010-?)[15]
- Steve Komphela (?-diciembre de 2013)[16]
- Themba Sithole (interino- diciembre de 2013-?)[16]
- Tom Saintfiet (julio de 2014-noviembre de 2014)[17][18]
- Kinnah Phiri (interino-noviembre de 2014-?/?-agosto de 2015)[19]
- Ernst Middendorp (agosto de 2015-diciembre de 2015)[20]
- Giovanni Solinas (diciembre de 2015-mayo de 2016)[21][22]
- Denis Lavagne (junio de 2016-septiembre de 2016)[23][24]
- Themba Sithole (interino- septiembre de 2016)[25]
- Giovanni Solinas (septiembre de 2016-enero de 2017)[25][26]
- Serame Letsoaka (enero de 2017-junio de 2017)[27][28]
- Sammy Troughton (julio de 2017-agosto de 2017)[29][30]
- Luc Eymael (agosto de 2017-noviembre de 2018)[31][32]
- Sly Mosala (interino- ?-diciembre de 2018)[1]
- Nikola Kavazović (diciembre de 2018-presente)[1]

## Palmarés

### Torneos nacionales
- Primera División de Sudáfrica (2): 2004-05 y 2006-07
- Baymed Cup (1): 2006
- Telkom Knockout (1): 1994